# ベガ2号
ベガ2号(ベガにごう、Vega 2)は、ソビエト連邦のベガ計画で用いられた宇宙探査機である。以前のベネラ計画の探査機を改良してBabakin Space Centerで設計され、5VKとしてLavochkinで製造された。
2つの大きな太陽電池から電力を供給され、アンテナ、カメラ、分光計、赤外線音響器、磁気センサ、プラズマプローブ等の科学機器を搭載した。4,920kgの探査機は、プロトン 8K82Kでバイコヌール宇宙基地から打ち上げられた。ベガ1号とベガ2号は三軸安定性で、ハレー彗星の塵から保護するためのシールドを備えていた。

## ベガ計画
ベガ2号のフライバイプローブから切り離された2日後の1985年6月15日に降下モジュールが金星に到着した。モジュールは1,500kgの重さの直径240cmの球形で、ランダーとバルーン型の探査機から構成されていた。フライバイプローブは、金星をスイングバイし、彗星の到着を待った。

### ランダー
ランダーは、ベガ1号及び以前のベネラ計画の探査機と全く同じものであった。その目的は、金星の大気と地表の調査であった。紫外線分光計、気温・気圧センサ、含水率計、ガスクロマトグラフィー、X線分光計、質量分析器、地表サンプリング装置等を搭載した。上記科学機器のいくつか（紫外線分光計、質量分析器、気温・気圧センサ）は、フランスとの共同開発によるものであった。
ランダーは、6月15日3時0分50秒(UTC)にアフロディーテ大陸北部、北緯7.14°東経177.67°の地点に着陸した。着陸地点の高度は、金星の平均標高から0.1km高い地点であった。着陸地点の気圧は91気圧で、気温は736Kであった。地表サンプルは、地球にはほとんど見られないが月の高地で見られる斜長岩-トロクトライトであり、この地域はこれまで金星探査車で探査された地域で最も古いものであると考えられた。データの伝送は、56分間に渡って続いた。

### バルーン
ベガ2号のランダーとバルーンカプセルは、1985年6月15日2時6分4秒(UTC)に125kmの高度で約11km/sの速度で金星の大気に突入した。おおよそ2時6分19秒(UTC)に高度64kmでランダーのキャップに接続されたパラシュートが開いた。パラシュートとキャップは15秒後、高度63kmで切り離された。バルーンはその40秒後、南緯7.45°東経179.8°の高度61kmの地点で、パラシュートによって押し出された。2つめのパラシュートは突入から200秒後、高度55kmで開き、巻き上げられたバルーンを引き出した。バルーンは100秒後に高度54kmで膨らみ、パラシュートと膨張装置は投棄された。突入から15分から25分後、バルーンが一度およそ高度50kmに達し、53kmから54kmの安定高度に浮かぶと、砂袋が投棄された。平均安定高度は53.6kmで、気圧は535ミリバール、気温は308から316Kであり、金星の雲の3つの層のうち最も活発な中間の層であった。バルーンは、ほぼ一定の緯度で平均66m/sの速度で吹く帯状風に乗って西方向に漂った。プローブは7,400km移動して、6月16日9時10分(UTC)に夜から昼に変わる境目に到達した。プローブはそのまま飛行を続け、11,100km移動した6月17日0時38分(UTC)に南緯7.5°東経76.3°の地点で最後の伝送を送った。それ以降、バルーンがどこに移動したのかは分かっていない。

## ハレーミッション
ハレー彗星が近づくと、ベガ1号は金星をスイングバイしてハレー彗星を迎えた。
1986年3月7日、彗星まで1400万kmの地点から100枚の画像が初めて送られた。
ベガ2号は、3月9日7時20分(UTC)に彗星の核から8,030kmまで最接近した。コマのガス雲を通過中には、塵が少なくなっていたことから、ベガ1号よりも良い解像度で700枚の画像を撮影した。しかし、ベガ2号は、彗星との接近中に、ベガ1号が40%だったのに対して、80%もの出力低下を起こした。
3月10日と11日にも引き続き観測が行われた後、ベガ2号は当初の目的を終えた。ベガ1号は1987年1月30日に姿勢制御の推進剤を失ったが、ベガ2号は同年3月24日まで通信を維持した。
ベガ2号は、現在は太陽周回軌道にある。